# (33033) 1997 RA10
1997 RA10 (asteroide 33033) é um asteroide da cintura principal. Possui uma excentricidade de 0.14486120 e uma inclinação de 3.41456º.
Este asteroide foi descoberto no dia 12 de setembro de 1997 por Beijing Schmidt CCD Asteroid Program em Xinglong.